# Federica Pellegrini
Federica Pellegrini (Mirano, 5 de agosto de 1988) es una deportista italiana que compitió en natación, especialista en el estilo libre; campeona olímpica en Pekín 2008, siete veces campeona mundial y catorce veces campeona europea.

## Trayectoria
Participó en cinco Juegos Olímpicos de Verano, obteniendo dos medallas, plata en Atenas 2004 y oro en Pekín 2008, ambas en la prueba de 200 m libre, el quinto lugar en Londres 2012 (200 m libre y 400 m libre), el cuarto en Río de Janeiro 2016 (200 m libre) y el séptimo en Tokio 2020 (200 m libre).
Ganó once medallas en el Campeonato Mundial de Natación entre los años 2005 y 2019, y ocho medallas en el Campeonato Mundial de Natación en Piscina Corta entre los años 2006 y 2018.
Además, obtuvo veinte medallas en el Campeonato Europeo de Natación entre los años 2008 y 2021, y dieciséis medallas en el Campeonato Europeo de Natación en Piscina Corta entre los años 2005 y 2019.
Desde 2009 posee el récord mundial en piscina larga de los 200 m libre (1:52,98). Fue la portadora de la bandera de Italia en la ceremonia de apertura de los Juegos Olímpicos de Río de Janeiro 2016.
Fue la abanderada de Italia en la ceremonia de apertura de los Juegos de Río de Janeiro 2016. En diciembre de 2021 decidió retirarse de la competición, después de 18 años de carrera internacional.
En 2021 fue elegida miembro del Comité Olímpico Internacional y nombrada gran oficial de la Orden al Mérito de la República Italiana.
Ha participado en algunos programas de televisión. Entre 2019 y 2022 fue jurado del concurso de Sky Italia Italia's Got Talent, versión italiana del programa Got Talent. En 2023 participó en Pechino Express, versión italiana del programa Pekín Express. En 2024 participó en el concurso de la Rai 1 Ballando con le stelle, donde finalizó en segunda posición.

## Palmarés internacional
| Juegos Olímpicos                    | Juegos Olímpicos         | Juegos Olímpicos  | Juegos Olímpicos        |
| Año                                 | Lugar                    | Medalla           | Prueba                  |
| ----------------------------------- | ------------------------ | ----------------- | ----------------------- |
| 2004                                | Atenas (Grecia)          | Medalla de plata  | 200 m libre             |
| 2008                                | Pekín (China)            | Medalla de oro    | 200 m libre             |
| Campeonato Mundial                  |                          |                   |                         |
| Año                                 | Lugar                    | Medalla           | Prueba                  |
| 2005                                | Montreal (Canadá)        | Medalla de plata  | 200 m libre             |
| 2007                                | Melbourne (Australia)    | Medalla de bronce | 200 m libre             |
| 2009                                | Roma (Italia)            | Medalla de oro    | 200 m libre             |
| 2009                                | Roma (Italia)            | Medalla de oro    | 400 m libre             |
| 2011                                | Shanghái (China)         | Medalla de oro    | 200 m libre             |
| 2011                                | Shanghái (China)         | Medalla de oro    | 400 m libre             |
| 2013                                | Barcelona (España)       | Medalla de plata  | 200 m libre             |
| 2015                                | Kazán (Rusia)            | Medalla de plata  | 200 m libre             |
| 2015                                | Kazán (Rusia)            | Medalla de plata  | 4 × 200 m libre         |
| 2017                                | Budapest (Hungría)       | Medalla de oro    | 200 m libre             |
| 2019                                | Gwangju (Corea del Sur)  | Medalla de oro    | 200 m libre             |
| Campeonato Mundial en Piscina Corta |                          |                   |                         |
| Año                                 | Lugar                    | Medalla           | Prueba                  |
| 2006                                | Shanghái (China)         | Medalla de plata  | 200 m libre             |
| 2006                                | Shanghái (China)         | Medalla de bronce | 400 m libre             |
| 2010                                | Dubái (EAU)              | Medalla de bronce | 400 m libre             |
| 2014                                | Doha (Catar)             | Medalla de bronce | 4 × 100 m libre         |
| 2016                                | Windsor (Canadá)         | Medalla de oro    | 200 m libre             |
| 2016                                | Windsor (Canadá)         | Medalla de plata  | 4 × 100 m libre         |
| 2016                                | Windsor (Canadá)         | Medalla de bronce | 4 × 50 m libre          |
| 2018                                | Hangzhou (China)         | Medalla de bronce | 4 × 100 m estilos       |
| Campeonato Europeo                  |                          |                   |                         |
| Año                                 | Lugar                    | Medalla           | Prueba                  |
| 2008                                | Eindhoven (Países Bajos) | Medalla de oro    | 400 m libre             |
| 2008                                | Eindhoven (Países Bajos) | Medalla de plata  | 4 × 100 m libre         |
| 2008                                | Eindhoven (Países Bajos) | Medalla de bronce | 4 × 200 m libre         |
| 2010                                | Budapest (Hungría)       | Medalla de oro    | 200 m libre             |
| 2010                                | Budapest (Hungría)       | Medalla de bronce | 800 m libre             |
| 2012                                | Debrecen (Hungría)       | Medalla de oro    | 200 m libre             |
| 2012                                | Debrecen (Hungría)       | Medalla de oro    | 4 × 200 m libre         |
| 2012                                | Debrecen (Hungría)       | Medalla de bronce | 4 × 100 m libre         |
| 2014                                | Berlín (Alemania)        | Medalla de oro    | 200 m libre             |
| 2014                                | Berlín (Alemania)        | Medalla de oro    | 4 × 200 m libre         |
| 2014                                | Berlín (Alemania)        | Medalla de bronce | 4 × 100 m libre         |
| 2016                                | Londres (Reino Unido)    | Medalla de oro    | 200 m libre             |
| 2016                                | Londres (Reino Unido)    | Medalla de plata  | 4 × 100 m libre         |
| 2016                                | Londres (Reino Unido)    | Medalla de plata  | 4 × 100 m libre mixto   |
| 2016                                | Londres (Reino Unido)    | Medalla de plata  | 4 × 100 m estilos mixto |
| 2021                                | Budapest (Hungría)       | Medalla de plata  | 200 m libre             |
| 2021                                | Budapest (Hungría)       | Medalla de plata  | 4 × 200 m libre         |
| 2021                                | Budapest (Hungría)       | Medalla de bronce | 4 × 200 m libre         |
| 2021                                | Budapest (Hungría)       | Medalla de bronce | 4 × 100 m estilos       |
| 2021                                | Budapest (Hungría)       | Medalla de bronce | 4 × 100 m libre mixto   |
| Campeonato Europeo en Piscina Corta |                          |                   |                         |
| Año                                 | Lugar                    | Medalla           | Prueba                  |
| 2005                                | Trieste (Italia)         | Medalla de oro    | 200 m libre             |
| 2005                                | Trieste (Italia)         | Medalla de bronce | 400 m libre             |
| 2006                                | Helsinki (Finlandia)     | Medalla de plata  | 400 m libre             |
| 2007                                | Debrecen (Hungría)       | Medalla de plata  | 400 m libre             |
| 2008                                | Rijeka (Croacia)         | Medalla de oro    | 200 m libre             |
| 2008                                | Rijeka (Croacia)         | Medalla de bronce | 4 × 50 m estilos        |
| 2009                                | Estambul (Turquía)       | Medalla de oro    | 200 m libre             |
| 2010                                | Eindhoven (Países Bajos) | Medalla de oro    | 800 m libre             |
| 2010                                | Eindhoven (Países Bajos) | Medalla de bronce | 4 × 50 m estilos        |
| 2011                                | Szczecin (Polonia)       | Medalla de bronce | 4 × 50 m libre          |
| 2013                                | Herning (Dinamarca)      | Medalla de oro    | 200 m libre             |
| 2013                                | Herning (Dinamarca)      | Medalla de bronce | 400 m libre             |
| 2015                                | Netanya (Israel)         | Medalla de oro    | 200 m libre             |
| 2015                                | Netanya (Israel)         | Medalla de oro    | 4 × 50 m libre          |
| 2017                                | Copenhague (Dinamarca)   | Medalla de bronce | 4 × 50 m libre mixto    |
| 2019                                | Glasgow (Reino Unido)    | Medalla de plata  | 200 m libre             |